# SONGS -40th Anniversary Ultimate Edition-
『SONGS -40th Anniversary Ultimate Edition-』（ソングス フォーティース・アニバーサリー・アルティメット・エディション）は、2015年8月5日に発売された、シュガー・ベイブのアルバム『SONGS』のリイシュー・アルバム。

## 解説
2005年12月にソニー・ミュージックレコーズからリリースされた“30th Anniversary Edition”から10年ぶりの再発となる今回の“40th Anniversary Ultimate Edition”は、山下達郎が所属するワーナーミュージック・ジャパンから初のCD2枚組仕様での発売。2015年リマスター+2015リミックスに加え、全曲初CD化のボーナス・トラック+カラオケを収録。44ページのブックレットには山下による解説のほか、データと多数のフォトを収載。
今回の40周年盤は、山下の監修で最新リマスターとリミックスの2枚組となったが、企画の経緯を山下は「本音を言えば、数年前はリマスターもするつもりがなかった。だけど、大瀧さんが生きていたらどうしただろうと考えはじめて、今回の企画になった。この1年半、僕は大瀧さんについて何も語ってこなかった。それは、大瀧さんとずっと対峙してきた者にとって、この1年半メディアに対して抱いてきた違和感というか、そういうものが大きかったから。僕はほんの何年かでも彼の全人格に関して、幸か不幸か遭遇できたので、僕にできる部分、シュガー・ベイブや『ナイアガラ・ムーン』に関しては誰よりも知ってるし、語る義務も資格もあると思っているので。で、40周年をどうしようかなと考えて、去年末からスタッフと打ち合わせをしてたんだけど。1994年と2005年に2回リマスターして、これ以上リマスタリングが果たして必要なのかという懸念があったことも事実で。でも、試しにやってみたら、すごく良かった。やっぱり、10年でこうしたリマスタリング技術もそれなりに進歩を遂げているわけで。CDの音が“詰まる”問題とかいろいろあるけど、それを改善する技術もこの10年ですごく進歩してきた。古い音源をリマスターする意味は、今の時代の新譜と拮抗できるクオリティ、音楽的にはもちろんだけど、オーディオ的にも拮抗できるようにすることだと考える。ならば、どうするか。本音を言えば、デジタルなんて好きじゃない。けど、そんなこと言ってたって前に進むしかないから。で、前に行くにはどうするかを自分なりに考える。僕は2005年のリマスターはけっこう好きだし、94年のも全然嫌いじゃない。でも、今回やったらこれもすごい良かったんだよね。それも時代の流れと、運不運」だと答えている。リマスターの元になったマスターは、Uマチック・ビデオ・テープ(SONY PCM-1630)からソニー独自のデジタル規格であるSDIF-2からAES/EBUへ変換器を使って出力したWAVデータを使用。SDIF-2→AES/EBU変換器は大瀧が所有していたものを、山下が形見分けでもらったもので、それにより、これまでソニー・ミュージックスタジオに出向いて行っていたデジタル・トランスファーが、自身のスタジオであるプラネット・キングダムで出来るようになったという。
今回新たに加わったリミックス・ヴァージョンは、大瀧の監修の下、ソニー・ミュージック信濃町スタジオで1999年にアナログからデジタル・コピーされたSONY PCM-3324のマルチ・テープを使って行われた。16ビット/44.1kHzで録音されていたこのマルチを、上位互換性のあるSONY PCM-3348HRで再生。アナログ経由でAVID Pro Toolsに24ビット/48kHzでトランスファーするところから作業が始められた。1995年リリースのベスト・アルバム『TREASURES』収録の「パレード」が、大瀧によるリミックスだったことから山下も、マルチがあるとは思ってはいた。その後、2006年の“新春放談”で山下からの“マルチはあるのか?”との問いに大瀧が“16トラックのマルチはある”と答え、さらに“だから30周年が終わって、また更に山下君のリミックスとかいうのが40年目にあってもいいんじゃないかな”と話していたことが発端となった。当初、山下はこれまで同様リマスターでと考えていたというが、「30周年記念盤に<DOWN TOWN>のカラオケが入っているでしょ。あれはリミックスなんです。だけどクラビネットのテイクが違っていて。大瀧さん、そういうところは割と適当だから。なので、<DOWN TOWN>のカラオケを作り直そうと。ナイアガラの音源のデジタル・トランスファーは90年代に全部終えられているのね、マルチも含めて。それを使ってリミックスしてみたら素晴らしいクオリティだった。今はもうアナログ・マルチは劣化していて、そこから直接のリミックスは無理だけど、トランスファーされたデータが良質で。で、新たにリミックスしたカラオケに歌を乗っけてみたらけっこういけるの。とくにター坊（大貫妙子）の歌はすごく瑞々しい。アナログだとくぐもるところが、デジタルだときちんとエッジが立って。だから、全曲やってみることにした。いっそのこと40周年盤はリミックスのみでという意見まで出たんだけど、リマスターもけっこう良くて、どうしようかなと迷って。じゃ、両方やっちゃおうと。『SONGS』のオリジナル・マルチからトランスファーされたものは24ビット/48kHzのスペックなんです。それをリミックスして24ビット/48kHzのマスターができた。これを使えばCDがなくなった後も、ストリーミングとかハイレゾに対応できる。そうすると向こう10年ぐらいは『SONGS』は次世代メディアにも対応できるという。これが今回のリミックスの一番の目的だった。でも、出来がいいからCDにもしようかと。そういう経緯」と答えている。今回はサンプリング・レートが上げられてるので、聴感上の細かいバランスや定位感の違いはあっても、素人が聴いたらほとんどリマスターとの違いが分からない“近似なミックス”となった。山下は「何も知らない人は“これの何が違うの?”って、恐らく言うと思う。でも、聴き込んできた人ほど喜んでもらえるはず。曲も1、2秒ずつフェイド・アウトが長いし。<SHOW>から<DOWN TOWN>へ行くところは間髪を入れずつながっているけど、何が面白くなかったのかオリジナル版はフェイド・アウトをすごく早くしてて次の曲に入ってる。それを今回はきちっと<SHOW>の音終りまで入れた。ギターがハマリングでノイズを出すところまで入っている。そういうところがたまらない人にはたまらない」と話している。
ボーナス・トラックは当初、1994年版・2005年版収録のものをまとめて収録するということも考えられたが、最終的にはすべて一新され、前2作とのダブりが一切ない音源で構成された。いずれも観客席からカセットテープで録音されたソースの中には演奏の出来が比較的良いものがいくつか存在しているが、海賊盤並みの音質の悪さだという。それでも今回を逃したら、恐らくもう二度と収録の機会がないとのことから、許容できるものを選んでディスク1、ディスク2にそれぞれ時間の許す限り収録された。

## 批評
本作は、全日本CDショップ店員組合が選出する「第8回CDショップ大賞2016」にて、部門賞の『リビジテッド賞』を受賞した。

## 収録曲

### Disc1 2015 Remaster
1. SHOW  –  (3:29)[1]
words & music by 山下達郎
2. DOWN TOWN  –  (4:25)[1]
words by 伊藤銀次, music by 山下達郎
3. 蜃気楼の街  –  (3:02)[1]
words & music by 大貫妙子
4. 風の世界  –  (3:31)[1]
words & music by 大貫妙子
5. ためいきばかり  –  (4:24)[1]
words & music by 村松邦男
6. いつも通り  –  (3:38)[1]
words & music by 大貫妙子
7. すてきなメロディー  –  (2:39)[1]
words by 伊藤銀次 · 大貫妙子 · 山下達郎, music by 大貫妙子 · 山下達郎
8. 今日はなんだか  –  (4:32)[1]
words by 山下達郎 · 伊藤銀次, music by 山下達郎
9. 雨は手のひらにいっぱい  –  (3:51)[1]
words & music by 山下達郎
10. 過ぎ去りし日々“60's Dream”  –  (3:36)[1]
words by 伊藤銀次, music by 山下達郎
11. SUGAR  –  (5:57)[1]
words & music by 山下達郎
Bonus Tracks
12. パレード (Live)  –  (4:29)[1]
words & music by 山下達郎
13. こぬか雨 (Live)  –  (3:46)[1]
words by 伊藤銀次 · 山下達郎, music by 伊藤銀次
14. 雨は手のひらにいっぱい (Live)  –  (4:01)[1]
words & music by 山下達郎
ディスク1収録のボーナス・トラックのうち、最初の3曲は1976年に荻窪ロフトで行われた解散ライヴから、4月1日のもの。ピアノがあまり聴こえないのは、2トラックの一発録りによるバランスの粗さのため。この解散コンサートのライブ音源は94年盤『SONGS』[注釈 4]にも3月31日録音の「すてきなメロディー」、4月1日録音の「愛は幻」「今日はなんだか」の3曲が収録されている。
15. WINDY LADY (Live)  –  (7:17)[1]
words & music by 山下達郎
16. DOWN TOWN (Live)  –  (4:13)[1]
17. 愛は幻 (Live)  –  (4:07)[1]
words & music by 大貫妙子
18. 今日はなんだか (Live)  –  (4:58)[1]
1976年1月28日、仙台電力ホール[注釈 5]での細野晴臣・大滝詠一のジョイント・ライヴ“ TROPICAL MOON”でのライヴ。ゲストの鈴木茂が風邪で出演できなくなったため、当初は大滝のバック・バンドのみでの参加予定だったシュガー・ベイブが急遽出演、4曲を演奏した。全員が徹夜明けだったにもかかわらず、この時の演奏は山下もベストの一つだという。ラジオで何度かオン・エアされたことがある、ステレオ・ワン・ポイント・マイクでのカセット音源。PAが彼らの曲をよく知ったなじみのミキサーだったため、楽器のバランスがきちんとされたオペレートだという。そのため、「愛は幻」から次の「今日はなんだか」のイントロで山下のギターのフェーダーが上っている。

### Disc2 2015 Remix
1. SHOW  –  (3:31)[1]
2. DOWN TOWN  –  (4:28)[1]
3. 蜃気楼の街  –  (3:04)[1]
4. 風の世界  –  (3:33)[1]
5. ためいきばかり  –  (4:25)[1]
6. いつも通り  –  (3:40)[1]
7. すてきなメロディー  –  (2:42)[1]
オリジナル・テイクでは、ダビングの際に大瀧が誤って消したという間奏部のカズー入り版は『TATSURO FROM NIAGARA』[注釈 6]に既に収録されていたが、あれは仮ミックスと呼ばれる制作途中のコピーだという。そこからカズーを抜き出し、若干タイミングが揺れる箇所もタイム・ストレッチで完璧に合わせて復元された。
8. 今日はなんだか  –  (4:36)[1]
9. 雨は手のひらにいっぱい  –  (3:51)[1]
10. 過ぎ去りし日々“60's Dream”  –  (3:36)[1]
11. SUGAR  –  (5:58)[1]
演奏開始がオリジナル・テイクより一声早い。
Bonus Tracks
12. 今日はなんだか (Original Piano Version)  –  (4:33)[1]
エレック・スタジオでリズム録りの際のピアノの音が気に入らず、スタジオを変えて録り直されたが、今回のリミックスの際に消されずに残っているのが発見された元のピアノの音源。山下によればクリックのなかった当時、後から正確に合わせるのはとても不可能で、録り直しの時、大貫はかなりの苦労をしたという。
13. DOWN TOWN (Live)  –  (4:12)[1]
1975年7月17日、文化放送の公開生番組「ハロー・パーティー」のエアチェック音源。珍しくクラビネットを弾きながら歌い、当時、必ず最後に叫んでいた「Hi! Everybody!〜」が入らない。レアなライヴ・テイク。
14. 風の世界 (Live)  –  (4:28)[1]
大貫の歌うライブ・ソースは、テープの状態の良いものが非常に少なく、選定に苦労したが、どうしてももう一曲入れたいという山下の意向で収録された。一時期、めんたんぴんと定期的に行っていたジョイント・ライヴより、1975年9月12日、中野公会堂での“MENTANPIN IN TOKYO”からのライヴ音源。
15. SHOW (Karaoke)  –  (3:33)[1]
16. DOWN TOWN (Karaoke)  –  (4:28)[1]
17. 蜃気楼の街 (Karaoke)  –  (3:04)[1]
18. いつも通り (Karaoke)  –  (3:41)[1]
19. 雨は手のひらにいっぱい (Karaoke)  –  (3:48)[1]
ディスク2に収録された5曲のカラオケはいずれも、今回オリジナル・マルチからのリミックスに際し、作成されたもの。以前から要望があったこともあって収録された。2005年発売の『SONGS -30th Anniversary Edition-』[注釈 1]収録の「DOWN TOWN」は、今回のカラオケとはクラビネットのテイクが正式ヴァージョンと異なっている。

## クレジット

### SHOW
| 野口明彦 : Drums                                      |                                                         |
| 鰐川己久男 : Bass                                     |                                                         |
| 村松邦男 : Electric Guitar(Center) & Background Vocal |                                                         |
| 大貫妙子 : Acoustic Piano & Background Vocal          |                                                         |
| 山下達郎 :                                            | - Lead Vocal, Electric Guitar(Left), - Background Vocal |
| 木村真 : Bongo                                        |                                                         |

### DOWN TOWN
| 野口明彦 : Drums                                             | |
| 鰐川己久男 : Bass                                            | |
| 村松邦男 : Electric Guitar(Left & Center) & Background Vocal | |
| 大貫妙子 : Electric Piano & Background Vocal                 | |
| 山下達郎 :                                                   | - Lead Vocal, Electric Guitar(Right), - Clavinet, Hammond B-3 Organ, Hi-Hat(Left) - & Background Vocal |

### 蜃気楼の街
| 上原裕 : Drums & Conga(Left)                             |
| 鰐川己久男 : Bass                                        |
| 村松邦男 : Electric Guitar & Background Vocal            |
| 大貫妙子 : Lead Vocal, Acoustic Piano & Background Vocal |
| 山下達郎 : Acoustic Guitar, Triangle & Background Vocal  |

### 風の世界
| 上原裕 : Drums & Conga(Left)                                 |                                                                          |
| 鰐川己久男 : Bass                                            |                                                                          |
| 村松邦男 : Electric Guitar(Left & Center) & Background Vocal |                                                                          |
| 大貫妙子 : Lead Vocal, Acoustic Piano & Background Vocal     |                                                                          |
| 山下達郎 :                                                   | - Electric Guitar(Right), Hammond B-3 Organ, - Cabasa & Background Vocal |

### ためいきばかり
| 上原裕 : Drums & Conga(Left) |                                                                          |
| 鰐川己久男 : Bass            |                                                                          |
| 村松邦男 :                   | - Lead Vocal, Electric Guitar(Right, Left & Center) - & Background Vocal |
| 大貫妙子 : Acoustic Piano    |                                                                          |
| 山下達郎 :                   | - Electric Guitar(Center & Right) - & Hammond B-3 Organ, Guiro & Conga   |

### いつも通り
| 上原裕 : Drums & Conga                                     |
| 鰐川己久男 : Bass                                          |
| 村松邦男 : Electric Guitar(Left & Center Obbligato)        |
| 大貫妙子 : Lead Vocal, Acoustic Piano                      |
| 山下達郎 : Electric Guitar(Center Cutting), Vibe & Glocken |
| 稲垣次郎 : Tenor Sax Solo                                  |
| 玉野グループ : Strings                                     |

### すてきなメロディー
| 上原裕 : Drums                                                | |
| 鰐川己久男 : Bass                                             | |
| 村松邦男 : Electric Guitar(Right & Center) & Background Vocal | |
| 大貫妙子 : Lead Vocal, Acoustic Piano & Background Vocal      | |
| 山下達郎 :                                                    | - Lead Vocal, Electric Guitar(Left), Hammond B-3 Organ, - Kazoo(Remix Version Only) & Background Vocal |
| 大瀧詠一 : Bass Voice                                         | |
| 稲垣次郎 : Tenor Sax                                          | |
| Unknown : Trumpets                                            | |

### 今日はなんだか
| 上原裕 : Drums & Conga                          |
| 鰐川己久男 : Bass                               |
| 村松邦男 : Electric Guitar(Left)                |
| 大貫妙子 : Acoustic Piano                       |
| 山下達郎 : Lead Vocal & Electric Guitar(Center) |
| 稲垣次郎 : Tenor Sax                            |
| Unknown : Trumpets                              |

### 雨は手のひらにいっぱい
| 上原裕 : Drums                                |                                                                      |
| 鰐川己久男 : Bass                             |                                                                      |
| 村松邦男 : Electric Guitar & Background Vocal |                                                                      |
| 大貫妙子 : Electric Piano & Background Vocal  |                                                                      |
| 山下達郎 :                                    | - Lead Vocal, Acoustic Piano, Glocken, - Castanet & Background Vocal |
| 玉野グループ : Strings                        |                                                                      |

### 過ぎ去りし日々“60's Dream”
| 上原裕 : Claves            |                                                                |
| 鰐川己久男 : Bass          |                                                                |
| 村松邦男 : Electric Guitar |                                                                |
| 大貫妙子 : Acoustic Piano  |                                                                |
| 山下達郎 :                 | - Lead Vocal, Acoustic Guitar, Vibraphone, - Bongo & Vibraslap |

### SUGAR
| 野口明彦 : Drums                                      |                                                                                      |
| 鰐川己久男 : Bass & Background Vocal                  |                                                                                      |
| 村松邦男 : Electric Guitar(Lead) & Background Vocal   |                                                                                      |
| 大貫妙子 : Acoustic Piano & Background Vocal          |                                                                                      |
| 山下達郎 :                                            | - Lead Vocal, Electric Guitar(Rhythm), Conga, - Cowbell, Triangle & Background Vocal |
| 大瀧詠一 : “Sugar!” & “Babe!”                         |                                                                                      |
| 布谷文夫 : Scream!                                    |                                                                                      |
| 福生“メモリアル”エキサイターズ : Percussion & Scream! |                                                                                      |

### パレード (Live)
| 上原裕 : Drums                                 |
| 寺尾次郎 : Bass                                |
| 村松邦男 : Electric Guitar(Left)               |
| 大貫妙子 : Acoustic Piano                      |
| 山下達郎 : Lead Vocal & Electric Guitar(Right) |
| Live at “荻窪 Loft” 1976/04/01                 |

### こぬか雨 (Live)
| 上原裕 : Drums                                      |
| 寺尾次郎 : Bass                                     |
| 村松邦男 : Electric Guitar(Left) & Background Vocal |
| 大貫妙子 : Acoustic Piano & Background Vocal        |
| 山下達郎 : Lead Vocal & Electric Guitar(Right)      |
| Live at “荻窪 Loft” 1976/04/01                      |

### 雨は手のひらにいっぱい (Live)
| 上原裕 : Drums                                      |
| 寺尾次郎 : Bass                                     |
| 村松邦男 : Electric Guitar(Left) & Background Vocal |
| 大貫妙子 : Acoustic Piano & Background Vocal        |
| 山下達郎 : Lead Vocal & Electric Guitar(Right)      |
| Live at “荻窪 Loft” 1976/04/01                      |

### WINDY LADY (Live)
| 上原裕 : Drums                          |
| 寺尾次郎 : Bass                         |
| 村松邦男 : Electric Guitar              |
| 大貫妙子 : Electric Piano & Tambourine  |
| 山下達郎 : Lead Vocal & Electric Guitar |
| Live at 仙台電力ホール 1976/01/28       |

### DOWN TOWN (Live)
| 上原裕 : Drums                                |
| 寺尾次郎 : Bass                               |
| 村松邦男 : Electric Guitar & Background Vocal |
| 大貫妙子 : Electric Piano & Background Vocal  |
| 山下達郎 : Lead Vocal & Electric Guitar       |
| Live at 仙台電力ホール 1976/01/28             |

### 愛は幻 (Live)
| 上原裕 : Drums                         |
| 寺尾次郎 : Bass                        |
| 村松邦男 : Electric Guitar             |
| 大貫妙子 : Lead Vocal & Acoustic Piano |
| 山下達郎 : Electric Guitar             |
| Live at 仙台電力ホール 1976/01/28      |

### 今日はなんだか (Live)
| 上原裕 : Drums                          |
| 寺尾次郎 : Bass                         |
| 村松邦男 : Electric Guitar              |
| 大貫妙子 : Acoustic Piano               |
| 山下達郎 : Lead Vocal & Electric Guitar |
| Live at 仙台電力ホール 1976/01/28       |

### DOWN TOWN (Live)
| 上原裕 : Drums                                    |
| 寺尾次郎 : Bass                                   |
| 村松邦男 : Electric Guitar & Background Vocal     |
| 大貫妙子 : Electric Piano & Background Vocal      |
| 山下達郎 : Lead Vocal & Clavinet                  |
| Live at 文化放送「ハロー・パーティー」 1975/07/17 |

### 風の世界 (Live)
| 上原裕 : Drums                         |
| 寺尾次郎 : Bass                        |
| 村松邦男 : Electric Guitar             |
| 大貫妙子 : Lead Vocal & Electric Piano |
| 山下達郎 : Hammond L-102 Organ         |
| Live at 中野公会堂 1975/09/12          |

### スタッフ
| [1975 Original Version]                   |
|                                           |
| Produced by 大瀧詠一 & 山下達郎           |
| Mixed by 笛吹銅次                         |
| All Tracks Arranged by 山下達郎           |
|                                           |
| Recording Engineers : 笛吹銅次 & 山下有次 |

| Recording Studios : | - CBS SONY Roppongi 1st & 2nd - ELEC Studio 2nd - MOURI Studio 1st - Fussa 45 Studio |

| Mixdown Studio : CBS SONY Roppongi 1st               |
|                                                      |
|                                                      |
| [2015 Ultimate Edition]                              |
| <2015 Remaster>                                      |
| Produced by 山下達郎                                 |
|                                                      |
| Mastering Engineer : 菊地功 (Warner Music Mastering) |
|                                                      |
|                                                      |
| <2015 Remix Version>                                 |
| Produced by 山下達郎                                 |
| Mixed by 中村辰也 & 山下達郎                         |
| Mixdown Studio : Planet Kingdom                      |
| Assistant Engineer : 松本英人                        |
|                                                      |
| Mastering Engineer : 菊地功 (Warner Music Mastering) |
|                                                      |
|                                                      |
| <Bonus Tracks>                                       |
| Produced by 山下達郎                                 |
|                                                      |
| Mastering Engineer : 菊地功 (Warner Music Mastering) |
|                                                      |
|                                                      |
| Cover Illustration & Design by 金子辰也              |
| Assistant Design by 近藤晶一                         |
| Photos : 金子辰也, 桑本正士, 菊池英二 & 平間至       |
|                                                      |

| A&R : | - 城田雅昭, 井上精一 (WMJ), 二郷絵美 (WMJ) - 鈴木竜馬 (WMJ) |

|                                                                         |
| Special Thanks : 大瀧詠一, 大貫妙子, 長門芳郎                           |
|                                                                         |
| This Album was Originally Released on April 25 1975 as Niagara NAL-0001 |

## SRJL 1090-91

### 解説
2015年リマスタリング音源のオリジナル本編のみを重量盤180g仕様のディスク2枚に分けて4面に収録。山下達郎によるライナーノーツ、写真掲載のブックレット付き。ジャケットはゲートフォールド仕様で、ジャケット内側にもCDのブックレットと同じ写真が印刷されている。

### リリース、プロモーション、マーケティング
CD&アナログW購入者プレゼントとして、本品封入のチラシの応募券を初回プレス分CDに封入の応募ハガキに貼って送ると、抽選で400名に非売品「DOWN TOWN」復刻アナログシングルがプレゼントされた。

### 収録曲

#### 2015 Remaster Disc1 Side A
1. SHOW
words & music by 山下達郎
2. DOWN TOWN
words by 伊藤銀次, music by 山下達郎

#### 2015 Remaster Disc1 Side B
1. 蜃気楼の街
words & music by 大貫妙子
2. 風の世界
words & music by 大貫妙子
3. ためいきばかり
words & music by 村松邦男

#### 2015 Remaster Disc2 Side A
1. いつも通り
words & music by 大貫妙子
2. すてきなメロディー
words by 伊藤銀次 · 大貫妙子 · 山下達郎, music by 大貫妙子 · 山下達郎
3. 今日はなんだか
words by 山下達郎 · 伊藤銀次, music by 山下達郎

#### 2015 Remaster Disc2 Side B
1. 雨は手のひらにいっぱい
words & music by 山下達郎
2. 過ぎ去りし日々“60's Dream”
words by 伊藤銀次, music by 山下達郎
3. SUGAR
words & music by 山下達郎

### クレジット

#### スタッフ
| [1975 Original Version]                   |
|                                           |
| Produced by 大瀧詠一 & 山下達郎           |
| Mixed by 笛吹銅次                         |
| All Tracks Arranged by 山下達郎           |
|                                           |
| Recording Engineers : 笛吹銅次 & 山下有次 |

| Recording Studios : | - CBS SONY Roppongi 1st & 2nd - ELEC Studio 2nd - MOURI Studio 1st - Fussa 45 Studio |

| Mixdown Studio : CBS SONY Roppongi 1st               |
|                                                      |
|                                                      |
| [40th Anniversary Ultimate Edition]                  |
|                                                      |
| <2015 Remaster>                                      |
| Produced by 山下達郎                                 |
|                                                      |
| Mastering Engineer : 菊地功 (Warner Music Mastering) |
|                                                      |
| Cover Illustration & Design by 金子辰也              |
| Photos : 金子辰也, 桑本正士 & 菊池英二 & 平間至      |
|                                                      |

| Vinil Cutting Engineer : | - 小鐡徹 - (JVC KENWOOD Creative Media) |
|                          |                                         |

| A&R : | - 城田雅昭 - 吉竹直樹 (SMR) - 丸山英一 (SMR) |

|                                                                      |
| Co-Producer : 坂口修 (The Niagara Enterprises)                       |
|                                                                      |
| Special Thanks : 大瀧詠一, 大貫妙子, 長門芳郎                        |
|                                                                      |
| This album was originally released in 1975/04/25 as Niagara NAL-0001 |

## ハイレゾアルバム『SONGS -40th Anniversary Ultimate Edition- <2015 REMIX>』

### 解説
2016年2月24日には、CDアルバムのDisc2「2015 Remix」に収録のオリジナル『SONGS』楽曲にあたるM1からM11までの全11曲が48kHz/24bitによるFLAC形式で、ハイレゾリューションオーディオ音源として各配信サイトにてリリースされた。

### 収録曲
| #         | タイトル                       | 作詞                         | 作曲               | 編曲      | 時間  |
| --------- | ------------------------------ | ---------------------------- | ------------------ | --------- | ----- |
| 1.        | 「SHOW」                       | 山下達郎                     | 山下達郎           | 山下達郎  | 3:32  |
| 2.        | 「DOWN TOWN」                  | 伊藤銀次                     | 山下達郎           | 山下達郎  | 4:28  |
| 3.        | 「蜃気楼の街」                 | 大貫妙子                     | 大貫妙子           | 山下達郎  | 3:04  |
| 4.        | 「風の世界」                   | 大貫妙子                     | 大貫妙子           | 山下達郎  | 3:33  |
| 5.        | 「ためいきばかり」             | 村松邦男                     | 村松邦男           | 山下達郎  | 4:25  |
| 6.        | 「いつも通り」                 | 大貫妙子                     | 大貫妙子           | 山下達郎  | 3:40  |
| 7.        | 「すてきなメロディー」         | 伊藤銀次・大貫妙子・山下達郎 | 大貫妙子・山下達郎 | 山下達郎  | 2:42  |
| 8.        | 「今日はなんだか」             | 山下達郎・伊藤銀次           | 山下達郎           | 山下達郎  | 4:33  |
| 9.        | 「雨は手のひらにいっぱい」     | 山下達郎                     | 山下達郎           | 山下達郎  | 3:51  |
| 10.       | 「過ぎ去りし日々“60's Dream”」 | 伊藤銀次                     | 山下達郎           | 山下達郎  | 3:36  |
| 11.       | 「SUGAR」                      | 山下達郎                     | 山下達郎           | 山下達郎  | 5:56  |
| 合計時間: | 合計時間:                      | 合計時間:                    | 合計時間:          | 合計時間: | 43:20 |

## レコーディング・スケジュール
| 1974年           | 1974年      | 1974年             | 1974年               | 1974年                                                                                 |
| ---------------- | ----------- | ------------------ | -------------------- | -------------------------------------------------------------------------------------- |
| 09月17日         | 19:00       | エレック・スタジオ | デモ録音             | “蜃気楼の街”                                                                           |
| 10月28日         | 16:00-22:00 | エレック・スタジオ | リズム録り           | “SHOW”                                                                                 |
| 10月29日         | 14:00-20:00 | エレック・スタジオ | リズム録り           | “DOWN TOWN” 1回目                                                                      |
| 10月30日         | 16:00-22:00 | エレック・スタジオ | リズム録り           | - “風の世界” 1回目 - “蜃気楼の街” 1回目                                                |
| 11月01日         | 16:00-22:00 | エレック・スタジオ | リズム録り           | “ためいきばかり”, “いつも通り”                                                         |
| 11月02日         | 16:00-22:00 | エレック・スタジオ | リズム録り           | - “蜃気楼の街” 2回目 - “風の世界” 2回目                                                |
| 11月07日         | 16:00-22:00 | エレック・スタジオ | リズム録り           | - “すてきなメロディー”, “今日はなんだか” - “DOWN TOWN” 2回目                           |
| 11月08日         | 16:00-22:00 | エレック・スタジオ | リズム録り           | - “雨は手のひらにいっぱい” 1回目 - “SUGAR”                                             |
| - 11月18 - -21日 | 16:00-22:00 | エレック・スタジオ | リズム録り, ダビング | - “過ぎ去りし日々” - “雨は手のひらにいっぱい” 2回目                                    |
| 11月28日         | 17:00-23:00 | エレック・スタジオ | ダビング             |                                                                                        |
| 11月30日         | 15:00-20:00 | モウリ 1st         | Brassダビング        | - “今日はなんだか” - “ためいきばかり” - “すてきなメロディー” - “いつも通り” (Sax Solo) |
| 11月30日         | 15:00-20:00 | モウリ 1st         | ピアノ・ダビング     | “今日はなんだか”                                                                       |
| 12月01日         | 16:00-22:00 | CBS SONY 1st       | Stringsダビング      | - “雨は手のひらにいっぱい” - “いつも通り”                                              |
| 12月02日         | 16:00-20:00 | CBS SONY 1st       | ダビング, 歌入れ     |                                                                                        |
| 12月03日         | 17:00-21:00 | CBS SONY 1st       | ダビング, 歌入れ     |                                                                                        |
| 12月07日         | 16:00-20:00 | CBS SONY 1st       | ダビング, 歌入れ     |                                                                                        |
| 12月08日         | 16:00-20:00 | CBS SONY 1st       | ダビング, 歌入れ     |                                                                                        |
| 12月11日         | 24:00-6:00  | CBS SONY 1st       | Mixdown              | - “ためいきばかり” - “いつも通り” - “過ぎ去りし日々”                                   |
| 12月12日         | 24:00-6:00  | CBS SONY 1st       | Mixdown              | “すてきなメロディー”                                                                   |
| 12月13日         | 24:00-6:00  | CBS SONY 1st       | Mixdown              | - “蜃気楼の街” #1 - “DOWN TOWN” #1 - “SUGAR” - “風の世界” #1                           |
| 12月14日         | 24:00-6:00  | CBS SONY 1st       | Mixdown              | - “蜃気楼の街” #2 - “風の世界” #2                                                      |
| 12月24日         | 22:00-6:00  | CBS SONY 1st       | Mixdown              | “蜃気楼の街” #3                                                                        |
| 12月25日         | 24:00-6:00  | CBS SONY 1st       | Mixdown              | - “今日はなんだか” - “DOWN TOWN” #2                                                    |
| 12月26日         | 24:00-6:00  | CBS SONY 1st       | Mixdown              | - “SHOW” - “雨は手のひらにいっぱい”                                                    |
| 1975年           |             |                    |                      |                                                                                        |
| 02月01日         | 18:00       |                    | 編集                 | （アルバムの曲順にテープを並べる作業）                                                 |
| 03月01日         |             | 福生               | 歌入れ直し           | “すてきなメロディー”?                                                                  |
| 03月02日         | 23:00       | CBS SONY 1st       | - 再Mixdown - 編集   |                                                                                        |

## リリース日一覧
| 地域 | リリース日    | レーベル                         | 規格                   | カタログ番号                  | 備考 |
| ---- | ------------- | -------------------------------- | ---------------------- | ----------------------------- | --- |
| 日本 | 2015年8月5日  | NIAGARA ⁄ WARNER MUSIC JAPAN     | 2CD                    | WPCL-12160/1                  | 2015年最新リマスター（ディスク1）と、2015年最新リミックス（ディスク2）収録に加え、ボーナス・トラック計15曲を収録。                    |
| 日本 | 2015年8月5日  | NIAGARA ⁄ Sony Music Labels Inc. | 2LP                    | SRJL 1090/1【完全生産限定盤】 | 2015年最新リマスタリング音源を重量盤180g仕様のディスク2枚に分けて4面に収録。                                                          |
| 日本 | 2016年2月24日 | NIAGARA ⁄ WARNER MUSIC JAPAN     | デジタル・ダウンロード | –                             | 『SONGS -40th Anniversary Ultimate Edition-』のDisc2「2015 Remix」の1曲目から11曲目に収録されている全11曲。FLAC形式 (48kHz / 24bit)。 |